# Jurijanska arhitektura
Jurijanska arhitektura je ime, ki ga v večini angleško govorečih držav uporabljajo za vrsto arhitekturnih slogov, ki so nastajali med letoma 1714 in 1830. To je eponim za prve štiri britanske monarhe hanovrske dinastije: Jurija I., Jurija II., Jurija III. in Jurija IV., ki so vladali neprekinjeno od avgusta 1714 do junija 1830. Slog je bil oživljen konec 19. stoletja v Združenih državah Amerike kot kolonialna neoarhitektura in v začetku 20. stoletja v Veliki Britaniji kot neojurijanska arhitektura. V Združenih državah se izraz 'jurijanski' uporablja za opis vseh zgradb iz obdobja ne glede na slog; v Veliki Britaniji je običajno omejen na stavbe, ki so 'arhitekturne po namenu'  in so značilne za to obdobje, čeprav to pokriva veliko področje.
Jurijanski slog je zelo spremenljiv, vendar zaznamovan s simetrijo in sorazmerjem, ki temelji na klasični arhitekturi Grčije in Rima, oživljeni v renesančni arhitekturi. Ornament je prav tako običajen v klasični tradiciji, vendar je po navadi omejen in včasih ga skoraj ni na zunanji strani. V tem obdobju je klasična arhitektura prinesla manjše in skromnejše stavbe, kot so bile prej, zamenjala angleško ljudsko arhitekturo (ali postala nov ljudski slog) za skoraj vse nove domove in javne zgradbe srednjega razreda do konca obdobja.
Za jurijansko arhitekturo so značilni sorazmerja in uravnoteženost. Za določitev višine okna glede na širino ali obliko prostora kot dvojne kocke so uporabili preprosta matematična razmerja. Pravilnost tako kot pri klesancu (enakomerno rezanemu kamnu), obremenjujoča simetrija in spoštovanje klasičnih pravil so bili strogo zapovedani: pomanjkanje simetrije, če so bili dodani jurijanski dodatki prejšnjim strukturam, ki so ostale vidne, je bilo to čutiti kot napako, vsaj pred Nashem, ko so začeli uvajati  različne sloge . Pravilnost fasad na ulici je bila zaželena značilnost jurijanskega urbanizma. Do začetka neogotike v začetku 19. stoletja so jurijansko oblikovanje običajno postavili v klasične arhitekturne sloge in uporabili okrasni besednjak antičnega Rima ali Grčije.

## Značilnosti
V mestih, ki so se v tem obdobju močno razširila, so lastniki zemljišč postajali lastniki nepremičnin, vrstne in enake terasaste hiše so postale norma . Tudi bogati so živeli v mestih, še posebej, če so lahko imeli pred hišo vrt. V tem obdobju se je gradilo ogromno stavb, povsod v angleško govorečem svetu, standardi gradnje pa so bili na splošno visoki. Če niso bile porušene, so preživele dve stoletji ali več in so še vedno velik del jedra mest, kot so London, Edinburg, Dublin, Newcastle in Bristol.
Za to obdobje je značilno, da je zrasel pomen arhitekturnega poklica; pred tem je bil arhitekt vsak, ki je znal graditi. To so bili predvsem obrtniki, ki so si pridobili izkušnje v vajeniškem sistemu. Toda večino stavb so še vedno oblikovali gradbeniki in najemodajalci skupaj, večja širitev jurijanske arhitekture in jurijansko slogovno oblikovanje sta se utrdila z razširjanjem vzorčnih knjig in poceni risb. Avtorji, kot je William Halfpenny (dejaven od 1723 do 1755), so objavljali brošure v Ameriki in tudi v Veliki Britaniji.
Podobno je bilo tudi pri ljudskem stanovanjskem oblikovanju v Kanadi in Združenih državah Amerike (čeprav je bila značilna večja raznovrstnost slogov) od 19. stoletja do 1950-ih z uporabo vzorčnih knjig, ki so jih pripravili strokovnjaki arhitekti in so jih širila lesna podjetja in prodajalne strojne opreme za izvajalce in domače graditelje.
Od sredine 18. stoletja se je jurijanski slog prilagodil arhitekturnemu jeziku, ki je postal del usposabljanja vsakega arhitekta, oblikovalca, graditelja, tesarja, kamnoseka in mavčarja od Edinburga do Marylanda.

## Slogi
Jurijanstvo je nasledilo angleški barok sira Christopherja Wrena, sira Johna Vanbrugha, Thomasa Archerja, Williama Talmana in Nicholasa Hawksmoora; to se je nadaljevalo vsaj do 1720-ih in se prekriva z bolj zadržanim jurijanskim slogom. Arhitekt James Gibbs je bil prehodna osebnost, njegove starejše stavbe so baročne, kar kaže obdobje, ki ga je preživel v Rimu v začetku 18. stoletja, vendar je po letu 1720 prilagodil svoj slog . Glavni arhitekti, ki so se zavzemali za spremembe, so bili Colen Campbell, avtor vplivne knjige Vitruvius Britannicus (1715−1725); Richard Boyle, 3. burlingtonski grof, in njegov varovanec William Kent; Isaac Ware; Henry Flitcroft in Benečan Giacomo Leoni, ki je večino svoje kariere preživel v Angliji.
Drugi pomembni arhitekti zgodnjega jurijanskega obdobja so James Paine, Robert Taylor in John Wood starejši. Evropska velika turneja (grand tour) je postala zelo priljubljena za bogate podpornike v tem obdobju, tako da je italijanski vpliv prevladoval, čeprav so imele na začetku s Hanovrskim trgom v Westminstru (od 1713) velik vpliv rodbine nove britanske politične struje vigovcev, ki so namerno sprejeli nemške slogovne prvine v njihovo čast, zlasti navpične pasove, ki povezujejo okna.
Slogi, ki so nastali, spadajo v več skupin. V jurijanskem slogu so bili paladijevska arhitektura in njegove čudaške možnosti, gotika in kitajski slog v angleško govorečem svetu enakovredni evropskemu rokokoju. Od sredine 17. stoletja so bili številni neoklasicistični načini modni, povezani z britanskimi arhitekti Robertom Adamom, Jamesom Gibbsom, sirom Williamom Chambersom, Jamesom Wyattom, Georgeem Dancem, Youngerjem Henryjem Hollandom in sirom Johnom Soanom. John Nash je bil eden najplodnejših arhitektov pozne jurijanske dobe, znane kot regentski slog, značilen za velika območja v Londonu.. Zanimanje za neogrško arhitekturo se je začelo okrog leta 1750, povečalo pa se je po letu 1800. Vodilna predstavnika sta bila William Wilkins in Robert Smirke.
V Veliki Britaniji sta se skoraj vedno uporabljala opeka ali kamen; opeka je pogosto prekrita s štukaturo. V Ameriki in drugih kolonijah je les ostal zelo razširjen, saj sta bila njegova razpoložljivost in razmerje med stroški in drugimi vrstami materiala ugodnejša. Večkapne strehe so bile večinoma pokrite s keramičnimi ploščicami, dokler se v 1760-ih Richard Pennant, 1. penrhynski baron, ni začel ukvarjati s pridobivanjem in predelavo skrilavca v Walesu, ki je do konca stoletja postal običajen material.

## Vrste zgradb

### Hiše
Različice neopaladijevske arhitekture so prevladovale v arhitekturi angleške podeželske hiše. Hiše so bile vedno pogosteje postavljene v urejeno okolico, velike so bile na splošno široke in sorazmerno plitve, od daleč so bile videti veličastnejše. Najvišje so bile v središču, na vogalnih paviljonih je bil pogosto baročni poudarek, ki so se ga na celini na splošno izogibali. V velikih hišah je predprostor vodil do stopnic na piano nobile ali mezanin, kjer so bile glavne sprejemne sobe. Običajno so bile podkletene  ali 'rustikalne' s kuhinjo, pisarnami in prostori za služinčad, pa tudi s prostori za moške goste z blatnimi čevlji , osvetljeni z okni, ki so bila visoka na notranji strani, a tik nad zunanjim nivojem tal. Značilen je bil en blok z morda majhnim dvoriščem za kočije na sprednji strani, ki so ga označili z ograjo in vrati, toda redko kamnitimi vhodnimi poslopji ali bočnimi krili okoli dvorišča.
Okna v vseh vrstah stavb so bila velika in redno postavljena v mrežo; to je bilo deloma zaradi nižjega davka (window tax), ki je veljal v tem obdobju v Združenem kraljestvu. Nekatera okna so bila kasneje zazidana. Njihova višina se je razlikovala med nadstropji, v glavnih prostorih so se začela pod višino pasu, zaradi česar je bil zaželen majhen balkon. O notranjem načrtu in namenu prostorov na splošno ni mogoče sklepati z zunanje strani. Za odpiranje teh velikih oken so se uporabljala okenska krila, ki so se razvila šele v 1670-ih in postala zelo razširjena . Hodniki so postali v večjih hišah običajni.
Notranja dvorišča so postala redkejša, razen ob hlevu, gospodarski deli stavbe pa so bili ob straneh ali v ločenih stavbah v bližini, ki so jih skrivala drevesa. Pogledi na sprednji in zadnji del glavnega bloka so bili osredotočeni na to dvorišče, stranski pa so bili običajno veliko manj pomembni. Streha je bila običajno s tal nevidna, čeprav so bile v večjih stavbah včasih vidne kupole. Strešna linija je bila na splošno okrašena z balustrado ali pedimentom. Stebri ali pilastri, ki so bili pogosto nadgrajeni s pedimentom, so bili priljubljen okras znotraj in zunaj, drugi okras so bili geometrijski ali rastlinski elementi.
Notranje okrasje je bilo bogatejše in ga je bilo včasih zelo veliko. Kamini so še naprej ostali osrednji del prostora, dobili so klasične prvine, vse pogosteje so jih krasile slike ali ogledala. Ometani stropi iz trstike, izrezljan les in izraziti vzorci stenskih poslikav so oblikovali ozadje vse bogatejših zbirk pohištva, slik, porcelana, zrcal in umetniških del vseh vrst. Lesena obloga, zelo pogosta od leta 1500, ni bila več tako priljubljena v sredini stoletja, stenske tapete pa so bile uvožene iz Kitajske.
Manjše hiše na podeželju, kot so vikariati, so bile preprosti pravokotni bloki z vidnimi dvokapnimi strehami in osrednjimi vrati, pogosto edino okrašeno območje. Podobne hiše, ki so jih imenovali 'vile', so postale pogoste na obrobju večjih mest, zlasti v Londonu, kot posamezne hiše so se še vedno pogosto pojavljale v mestih, čeprav so si jih lahko privoščili le zelo bogati v središču Londona.
V mestih so tudi najpremožnejši ljudje živeli v vrstnih hišah, ki se običajno odpirajo naravnost na ulico, pogosto z nekaj stopnicami do vrat. Odprt prostor, zaščiten z železno ograjo, se je spuščal do nivoja kleti, z diskretnimi vstopnimi stopnicami zunaj ulice za služabnike in dostavo. To je pomenilo, da je bilo pritličje z glavnimi sprejemnimi prostori dvignjeno od tal.
Mestne hiše za vse družbene razrede so postale visoke in ozke, vsako stanovanje pa je zasedlo celotno višino stavbe. To je bilo v nasprotju s kontinentalnimi stanovanji, ki so se že začela oblikovati v široka stanovanja, ki so zasedla samo eno ali dve nadstropji stavbe; taka stanovanja so bila značilna le v Angliji za neporočene moške, na primer kolidži v Oxfordu in Cambridgeu, odvetnike poklicnih združenj, pa kompleks Albany v Londonu, potem ko so ga leta 1802 spremenili. V obravnavanem obdobju so bile le v Edinburgu pogosto zgrajene stavbe, namenjene delavskemu razredu, čeprav so bili v drugih mestih pogosti tudi drugi stanovalci. Če je prostor dovoljeval, je bil priljubljen vzorec stavb polmesec, ki je pogosto gledal na vrtove ali park.
Za pozno jurijansko obdobje je značilno sistematično načrtovanje hiš dvojčkov, ki je bil primestni kompromis med vrstnimi hišami v mestu in ločenimi 'vilami'. Večina zgodnjih primestnih stavb je velika in so zdaj zunaj osrednjega Londona. Blackheath, Chalk Farm in St. John's Wood so med območji, ki so bila prvotni dom dvojčkov. Dejansko je  bil tak način gradnje končan med francosko vojno, toda zgrajene stavbe so obdržale obliko.

### Cerkve
Do Zakona o cerkveni gradnji iz leta 1818 je bilo v tem obdobju v Veliki Britaniji zgrajenih sorazmerno malo cerkva. V poznejših letih obdobja se je povpraševanje po nekonformističnih in katoliških verskih objektih Anglikanske cerkve močno povečalo. Zgrajene in zasnovane so bile interno, da bi omogočile čim boljšo slišnost in vidnost za pridiganje, zato je bila glavna ladja na splošno širša in krajša kot v srednjem veku, pogosto pa ni bilo stranskih ladij. Galerije so bile pogoste v novih cerkvah. Zunanji videz je zlasti v župnijah ohranil znane označevalce gotske cerkve s stolpom ali zvonikom, veliko zahodno fasado z enimi ali več vrati in zelo velikimi okni vzdolž ladje, vse pa s kakšnim klasičnim ornamentom. Če so dovoljevala sredstva, so na zahodni strani uporabljali klasični tempeljski hrbet s stebri in pedimentom. Notranje okrasje je bilo zelo omejeno, vendar so cerkve napolnjene s spomeniki.
V kolonijah so bile vsekakor potrebne nove cerkve in po navadi so bile podobne oblike. Britanske nekonformistične cerkve so bile pogosto bolj klasične in niso imele stolpa.
Arhetipična jurijanska cerkev svetega Martina (St. Martin-in-the-Fields) v Londonu (1720) je Gibbsovo delo. Klasični fasadi templja na zahodnem koncu je dodal veliko konico na vrhu stolpa, ki je nekoliko odmaknjen od glavne fasade. Ta oblika je šokirala puriste in tujce, vendar so jo sprejeli in je bila zelo razširjena doma in v kolonijah, na primer cerkev svetega Andreja v Čenaju v Indiji.
Zakon iz leta 1818 je dodelil nekaj javnega denarja za nove cerkve, a so se  kazale spremembe med prebivalstvom in komisijo za dodelitev. Gradnja cerkev se je začela v 1820-ih in se nadaljevala do 1850-ih. Zgodnje cerkve, ki spadajo v jurijansko obdobje, so večinoma neogotske s klasičnimi prvinami.

### Javne zgradbe
Javne stavbe so se na splošno razlikovale, bile so skrajno ravne škatelske stavb z mrežo oken ali italijanske poznorenesančne palače, odvisno od proračuna. Somerset House v Londonu, ki jo je leta 1776 oblikoval sir William Chambers za vladne službe, je bila čudovita kot kakšna podeželska hiša, čeprav ni bila nikoli dokončana, ker je zmanjkalo denarja . Vojašnice in druge manj ugledne stavbe bi lahko bile tako uporabne kot tovarne in mlini, ki jih je bilo do konca obdobja vse več. Toda ko se je obdobje končalo, so številni komercialni projekti postali dovolj veliki in dobro financirani, da so postali »arhitekturni po namenu« in  njihovo oblikovanje ni bilo prepuščeno 'geodetom' nižje stopnje.

## Kolonialna jurijanska arhitektura
Jurijanska arhitektura je bila v tem obdobju razširjena tudi v angleških kolonijah. Ameriške zgradbe so bile zelo pogosto zgrajene iz lesa s temelji; celo stebri so bili izdelani iz lesa in uokvirjeni. Zaradi težav pri pridobivanju in prevozu opeke ali kamna so stavbe iz njiju gradili le v večjih mestih ali kjer sta bila dosegljiva na lokalni ravni. Dartmouthski kolidž, Hardvardska univerza in Kolidž Williama in Mary so glavni predstavniki jurijanskega sloga.
V primerjavi z baročnim slogom, ki se je večinoma uporabljal za palače in cerkve in je imel malo predstavnikov v britanskih kolonijah, sta preprost jurijanski slog zelo uporabljala zgornji in srednji razred. Morda najboljše ohranjena je Hammond-Harwoodova hiša (1774) v Annapolisu v Marylandu, ki jo je zasnoval kolonialni arhitekt William Buckland po zgledu Pisanijeve vile v Montagnani v Italiji, kot je opisana v I quattro libri dell'architettura (Štiri knjige arhitekture) Andree Palladia.
Po osamosvojitvi je bila v nekdanjih ameriških kolonijah arhitektura zveznega sloga enakovredna regentski arhitekturi, s katero je imela veliko skupnega.

## Neojurijanska arhitektura
Po približno letu 1840 so jurijanske oblike začeli počasi opuščati tako kot tudi druge nove sloge, na primer neogotiko, ki so nastali v jurijanskem obdobju in se razvijali ter tekmovali z viktorijansko arhitekturo, gotika je bila bolje raziskana in bliže izvirnikom. Neoklasicistična arhitektura je ostala priljubljena in je bila nasprotje gotike v bitki slogov zgodnjega viktorijanskega obdobja. V Združenih državah je imel zvezni slog številne prvine jurijanskega sloga, a je vključil tudi revolucionarne simbole.
V zgodnjih desetletjih 20. stoletja, ko je naraščala nostalgija za občutek reda, je bil slog oživljen in prilagojen, v Združenih državah pa je postal znan kot neokolonialni slog. V Kanadi so združeni cesarski lojalisti sprejeli jurijansko arhitekturo kot znak njihove bratovščine v Veliki Britaniji, v večjem delu prve polovice 19. stoletja pa je prevladoval jurijanski slog. Dvorec Grange v Torontu je bil zgrajen leta 1817. V Montréalu je v Angliji rojen arhitekt John Ostell sodeloval pri številnih izjemnih konstrukcijah v jurijanskem slogu, kot sta Old Montreal Custom House in Grand séminaire de Montréal.
Neojurijanski slog se je pojavil v Veliki Britaniji v začetku 20. stoletja; več je primerov Edwina Lutyensa. Različice neojurijanskega sloga so se v Britaniji običajno uporabljale za nekatere vrste urbane arhitekture, vse do konca petdesetih let 20. stoletja, Bradshaw Gass & Hope's Police Headquarters v Salfordju iz leta 1958 je dober zgled. V Združenih državah in Veliki Britaniji je jurijanski slog še vedno zanimiv za arhitekte, kot so Quinlan Terry Julian Bicknell, Fairfax in Sammons za zasebne rezidence.

## Galerija
- Ditchley House v Oxfordshiru, značilna podeželska hiša, James Gibbs, 1722
- Sutton Lodge, Sutton, London, ki jo je nekoč uporabljal princ regent, Jurij IV.[17]
- Connecticut Hall pri Yalski univerzi (1750)
- Kedleston Hall, arhitekta Matthew Brettingham in Robert Adam, 1769, velika angleška podeželska hiša
- Mojstrovina Roberta Adamsa: Most Pulteney, Bath, Somerset, 1774
- Mestna hiša v Newtown Peryju, Limerick, Irska, po 1769
- Kraljeva borza iz 18. stoletja, Dublin, 1779
- Carpenters' Hall v Filadelfiji, arhitekt Robert Smith, 1775 primer stavbe ameriške kolonialne arhitekture
- Nekdanja cehovska hiša v Dunfermlinu, Škotska, zgrajena okoli 1807 in 1811
- Vzhodna stran trga Bryanston z vrtovi, London, 1810−15
- Regentska arhitektura; zahodna fasada parka v Crescentu, London, arhitekt John Nash, 1806–21

## Druga literatura
- Georgian Residence in Pasadena by architect James V. Coane & Associates Arhivirano 2017-08-04 na Wayback Machine.
- Howard Colvin, A Biographical Dictionary of British Architects, 3rd ed. 1995.
- John Cornforth, Early Georgian Interiors, (Paul Mellon Centre) 2005.
- James Stevens Curl, Georgian Architecture.
- Patrizia Granziera, Freemasonic Symbolism and Georgian Gardens
- Christopher Hussey, Early Georgian Houses,, Mid-Georgian Houses,, Late Georgian House,. Reissued in paperback, Antique Collectors Club, 1986.
- Frank Jenkins, Architect and Patron 1961.
- Barrington Kaye, The Development of the Architectural Profession in Britain 1960.
- McAlester, Virginia & Lee,  A Field Guide To American Houses 1996 ISBN 0-394-73969-8
- Sir John Summerson, Architecture in Britain (series: Pelican History of Art) Reissued in paperback  1970
- Richard Sammons, The Anatomy of the Georgian Room. Period Homes, March 2006.